# 察隅棘蛙
察隅棘蛙（学名：Nanorana chayuensis）为叉舌蛙科倭蛙属的两栖动物，是中国的特有物种。分布于云南、西藏等地，多见于中型山溪或泉水流溪内以及林木繁茂而潮湿。其生存的海拔范围为1000至2300米。该物种的模式产地在西藏察隅。